# Belford Roxo
Belford Roxo är en stad och kommun i sydöstra Brasilien och ligger i delstaten Rio de Janeiro. Den är belägen strax norr om Rio de Janeiro och ingår i dess storstadsområde. Folkmängden uppgår till cirka 480 000 invånare. Kommunen bildades den 1 januari 1993, genom ett beslut som togs den 3 april 1990. Belford Roxo var tidigare ett distrikt inom kommunen Nova Iguaçu.

## Demografi
| Område | Areal (km²) | Invånarantal 1 augusti 2000 | Invånarantal 1 augusti 2010 | Invånarantal 1 juli 2014 |
| ------ | ----------- | --------------------------- | --------------------------- | ------------------------ |
| Kommun | 77,82       | 434 474                     | 469 332                     | 479 386                  |